# Junkie

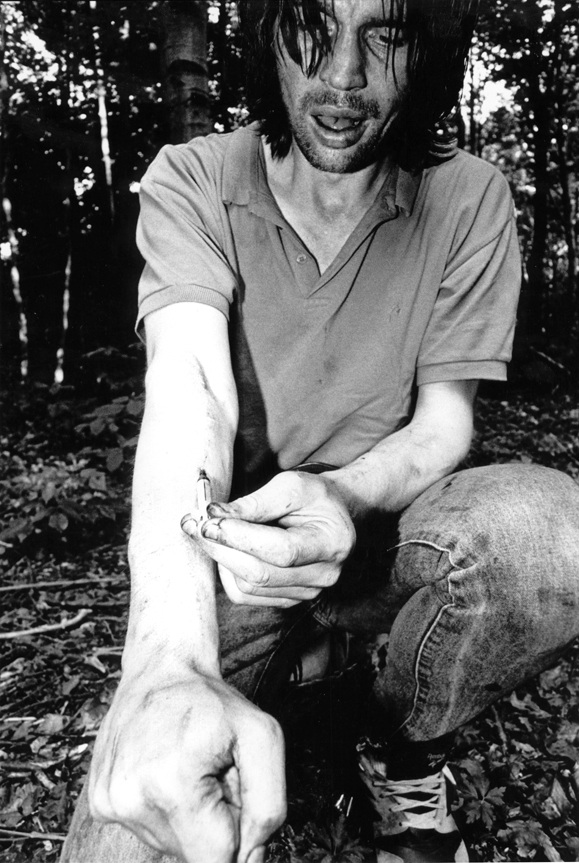
Junkie setzt sich einen Schuss

Junkie (Aussprache: [ˈdʒʌŋki] ⓘ; von englisch junk „Müll, Abfall“) ist eine umgangssprachliche, abwertende Bezeichnung für einen Menschen, der im fortgeschrittenen Stadium von harten Drogen wie Heroin oder Crack abhängig ist.

## Bedeutung
Der Begriff bezeichnet weniger sozial unauffällige, als vielmehr stark von ihrem Drogenkonsum gezeichnete Süchtige. Das typische Erscheinungsbild eines Junkies ist oft geprägt von starker Gewichtsabnahme, begleitet von allgemeiner Verwahrlosung des äußeren Erscheinungsbildes und der inneren Gefühls- und Gedankenwelt. Eine zusätzliche Belastung erfolgt auch durch Strafverfolgung und Verunreinigung der häufig aus dubioser Quelle bezogenen Drogen, aber auch durch deren psychische und physische Auswirkungen selbst.

## Wortgeschichte
Der Begriff Junkie entstand Anfang des 20. Jahrhunderts in den USA. Der Junkie bezeichnete einen Menschen, der das Geld für seine Suchtmittel mit dem Sammeln von Trödel (engl. Junk) und dessen Verkauf erwarb. 1953 veröffentlichte William S. Burroughs den Roman Junky, der in deutscher Übersetzung als Junkie. Bekenntnisse eines unbekehrten Rauschgiftsüchtigen erschien. Der Rechtschreibduden nahm den Begriff erstmals 1980 auf. Der Begriff wird heute als stigmatisierend kritisiert.

## Gebrauch im übertragenen Sinn
Die Bezeichnung Junkie bzw. der Begriff wird jedoch auch häufig übertragen gebraucht, um auch außerhalb des Drogenkonsums existierende besondere Hingaben oder Abhängigkeitszustände zu bestimmten Dingen oder Verhaltensweisen zu beschreiben. Geläufige Beispiele aus dem Alltag sind in dieser Hinsicht der „Computer-Junkie“, der „Adrenalin-Junkie“, der „Facebook-Junkie“ oder der „Internet-Junkie“.